# اوراچری گوروکانمار
اوراچری گوروکانمار (همچنین به عنوان پوتو سری گوروکال پاندیت قرن ۱۸ شناخته می شود) مردانی بودند که به هرمان گوندرت سانسکریت و مالایایی تعلیم می دادند. گذشته های مدارک نشان می دهد که او در قرن ۱۸ زندگی می نمود   ۵ برادر از خانواده کاویور ، خانواده تیه در چوکلی در حومه تالاسری متولد شدند.  مدرسه گروکلام ال پی، که در سال ۱۸۷۱ بنیانگذاری شد، توسط اوراچی گوروکال بنیانگذاری شد. کار آنان گله داری گاوهای اربابان بود.در این مدت او خواندن و نوشتن را در خارج از مدرسه آموخت.  گورو با دیدن هوش فوق العاده این بچه ها با اجازه اربابان در داخل مدرسه به آنها آموزش داد.  آنها به سرعت دانش خود را توسعه دادند و به سرعت معلمان کشور شدند.  در زیر پنج اوراچری گوروناتانمار آمده است.
۱.کونجیکانان گوروناتان(۱۷۶۴-۱۸۴۱),
۲.کونجیچانتان گوروناتان
۳.اتنان گوروناتان
۴.چتاپان گوروناتان,
۵. قرآن گوروناتان  
معلم ها شاعر ها معطر بودند. از این رو ناحیه ای که زندگی می کردند سپس به کاویور مشهور شد. هرمان گوندرت دربارهشان شنید و به دنبال تعلیم مالایایی بود. گوندرت با دعوت از معلم ها اوراکری به ایلوکونو در مکان زندگی خود به زبان مالایایی تسلط داشت. اوراکری گوروناتان همچنین الهام بخش تدوین نخستین فرهنگ لغت در مالایایی بود. تنها ساختمان یادبود این معلم ها خانه ای می باشد که در کاویور زندگی می کردند.